# Teatro Municipal Álvaro Augusto Cunha Rocha
O Teatro Municipal Álvaro Augusto Cunha Rocha, mais conhecido como Cine-Teatro Pax, é um teatro universitário localizado em Ponta Grossa, no estado do Paraná, Brasil.
A casa de espetáculo, que teve as obras de revitalização entregues em março de 2008, é administrado pela Universidade Estadual de Ponta Grossa (UEPG). No espaço, que foi doado pela Prefeitura de Ponta Grossa, será construído um novo prédio para o campus de Olarias que abrigará programas e atividades artístico-culturais da universidade, e de algumas atividades acadêmicas dos cursos de Licenciatura em Artes Visuais e Licenciatura em Música.